# Кишеньківський район
Кишенькі́вський райо́н — адміністративно-територіальна одиниця в УСРР (потім УРСР), що існувала з березня 1923 року по грудень 1962 року.

## Історія
Район був створений 7 березня 1923 року у складі Кременчуцької округи з Озерської, Кишенської, Орлицької та частини Сокільської волостей Кобеляцького повіту Полтавської губернії (13 сільрад).
З 1925 до 1930 перебував у складі Кременчуцької округи, з 1932 до 1937 — Харківської, а з 22 вересня 1937 — Полтавської області.
У вересні 1941 р. територію району було окуповано нацистською Німеччиною, а 1 вересня 1942 року включено до складу Кобеляцького ґебіту у статусі району (нім. Rayon). Визволено радянськими військами у вересні 1943 року.
Район розформовано 30 грудня 1962 року з переданням більшості його території до складу Кобеляцького району.

## Основні дані
На 7 вересня 1923 населення становило 57 937 осіб, площа району становила 800 кв. верст (910,45 км²). Станом на 1946 рік до складу району входило 20 сільських рад (30 сіл і 73 хутори).